# Barbados a 2024. évi nyári olimpiai játékokon
Barbados a franciaországi Párizsban megrendezett 2024. évi nyári olimpiai játékok egyik részt vevő nemzete volt. Az országot 3 sportágban 4 sportoló képviselte, akik érmet nem szereztek.

## Atlétika
| Versenyző      | Versenyszám | Előfutam | Előfutam | Vigaszág | Vigaszág | Elődöntő | Elődöntő | Döntő   | Döntő    |
| Versenyző      | Versenyszám | Idő      | Hely.    | Idő      | Hely.    | Idő      | Hely.    | Idő     | Helyezés |
| -------------- | ----------- | -------- | -------- | -------- | -------- | -------- | -------- | ------- | -------- |
| Tristan Evelyn | Női 100 m   | 11.55    | 6        |          |          | kiesett  | kiesett  | kiesett | kiesett  |
| Sada Williams  | Női 400 m   | 50.45    | 3        | 49.89    | 3        | 49.83    | 7        |         |          |

## Triatlon
| Versenyző      | Versenyszám | 1,5 km úszás | Depózás 1 | 40 km kerékpározás | Depózás 2 | 10 km futás | Összesítés | Összesítés |
| Versenyző      | Versenyszám | Idő          | Idő       | Idő                | Idő       | Idő         | Idő        | Helyezés   |
| -------------- | ----------- | ------------ | --------- | ------------------ | --------- | ----------- | ---------- | ---------- |
| Matthew Wright | Férfi       | 22:13        | 0:49      | 53:50              | 0:24      | 32:02       | 1:49:18    | 34         |

## Úszás
| Versenyző  | Versenyszám       | Előfutam | Előfutam | Előfutam | Elődöntő | Elődöntő | Elődöntő | Döntő   | Döntő    |
| Versenyző  | Versenyszám       | Idő      | Hely.    | Össz.    | Idő      | Hely.    | Össz.    | Idő     | Helyezés |
| ---------- | ----------------- | -------- | -------- | -------- | -------- | -------- | -------- | ------- | -------- |
| Jack Kirby | Férfi 100 m gyors | 50.42    | 3        | 46       | kiesett  | kiesett  | kiesett  | kiesett | kiesett  |